# Dorothy Love Coates
Dorothy Love Coates, (Birmingham, 1928. január 30. – ?, 2002. április 9.) amerikai gospelénekesnő, dalszerző, politikai aktivista. Az Original Gospel Harmonettes-t, és saját együtteseit is vezette.

## Pályafutása
Love Coates egy baptista lelkész családjában nőtt fel. Tízéves korában zongorázni kezdett a templomban, néhány évvel később pedig csatlakozott nővéreihez és bátyjához - a McGriff Singershez.
Az 1940-es évek elején a Gospel Harmoneers együttessel kezdett énekelni, amely az 1940-es National Baptist Convention-on való fellépése révén vált ismertté, majd rendszeres,  félórás rádióműsort vezetett a WSGN rádióban. 1944-ben feleségül ment Willie Love-hoz, a The Fairfield Four tagjához, a korai gospel évek egyik legnépszerűbb kvartettjéhez; a házasság nem tartott sokáig. 1947-ben elhagyta a Gospel Harmoneers együttest, hogy gondoskodjon beteg lányáról.
Love Coates 1951-től újra az Original Gospel Harmonettes tagja volt, akik már korábban is felléptek a rádióban, és a Specialty Recordshoz szerződtek. Olyan dalokat írt, mint a „You Can't Hurry God (He's Right On Time)”, a „99 and a Half Won't Do” és a „That's Enough”. Nagy hatással volt rá W. Herbert Brewster, zeneszerző. Azután, hogy Odessa Edwards 1953-ban kilépett az együttesből, ő vállalta a prédikátor/narrátor szerepét az előadáokon, a színpadról kritizálva a világban és az egyházban tapasztalható igazságtalanságokat. 
A csoport számos slágert vett fel, mielőtt 1958-ban feloszlott.
1959-ben feleségül ment Carl Coates-hez, a Sensational Nightingales tagjához. 1959. és 1961. között aktív tagja volt a polgárjogi mozgalomnak, és Martin Luther King mellett dolgozott. Többször letartóztatták. Sokszor megszólalt a rasszizmus és más igazságtalanságok, később pedig a vietnami háború ellen is.
1961-ben Coates nővérével, Lillian McGriff-fel újraalakította az Original Gospel Harmonettes együttest. Ez az együttes több évig létezett. Ezután folytatta a turnézást a Dorothy Love Coates Singersszel. Az 1960-as évektől kezdve szólistaként és együttesével is készített felvételeket a Savoy Records, a Nashboro Records, a Vee-Jay Records és a Prestige Records számára. 
Fellépett a Newport Jazz Festivalon.
Love Coates 2002. április 9-én, 74 éves korában szívelégtelenségben hunyt el. Dalait Johnny Cash, a The Blackwood Brothers és Andraé Crouch is előadta.

## Lemezek
- 1962: The Gospel Harmonettes Specials
- 1963: Peace in the Valley
- 1964: The Soul of the Gospel Harmonettes
- 1968: Dorothy Love Coates & the Gospel Harmonettes
- 1978: A City Built Four Square
- 1990: These Are the Days
- 1991: A Better Way Nashboro
- 1994: Best of Dorothy
- (?) Original Gospel Harmonettes
- (?) God Is Here
- (?) Charly Gospel Greats: Love Lifted Me
- (?) Camp Meeting

## Filmek
- Ghost (1990), The Long Walk (1990), Child of Man (1998).
- Dorothy Love Coates az IMDb-n

## Díjak
- 2006: a Gospel Harmonettes-t beiktatták az American Gospel Quartet Hall of Fame-be.